# Jardin Damia
Le jardin Damia est un espace vert du 11e arrondissement de Paris, dans le quartier Sainte-Marguerite.

## Situation et accès
Le jardin est situé dans le sud-est du 11e arrondissement de Paris. Il est délimité au nord par les 24-34, rue Robert-et-Sonia-Delaunay, à l'ouest par les 23-31, passage du Bureau et à l'est par les 91-95, boulevard de Charonne. Au sud, il jouxte des habitations.
Il est desservi par la ligne 2 à la station Alexandre Dumas.

## Caractéristiques
Le jardin prend une forme rectangulaire de 4 500 m2. Il est planté d'une végétation vosgienne. Il possède le label « espace vert écologique » de la mairie de Paris.

## Origine du nom
Il porte le nom de la chanteuse française, Marie-Louise Damien, dite Damia (1889-1978).

## Historique
Le jardin est créé en 1997, dans la ZAC Dorian.